# Juan Daniel Cáceres
Juan Daniel Cáceres (Asunción, 6 de octubre de 1973) es un exfutbolista y entrenador paraguayo. Como jugador se desempeñaba en la posición de defensa, fue varias veces llamado por la selección paraguaya. Se retiró como jugador profesional en el Club Rubio Ñu en el año 2010. El último club al cual dirigió fue al Sportivo Trinidense de la Segunda División de Paraguay.

## Trayectoria

### Como jugador
Dani Cáceres comenzó su carrera como jugador en las divisiones juveniles del Club Sport Colombia antes de jugar por otros clubes de su país natal debutó en primera división con el club Cerro Porteño.
| Club          | País      | Temporadas |
| ------------- | --------- | ---------- |
| Cerro Porteño | Paraguay  | 1994-1997  |
| Guaraní       | Paraguay  | 1997-1998  |
| Flamengo      | Brasil    | 1998       |
| Guaraní       | Paraguay  | 1999       |
| Huracán       | Argentina | 1999-2000  |
| Cerro Porteño | Paraguay  | 2000-2002  |
| Estudiantes   | Argentina | 2003-2006  |
| Belgrano      | Argentina | 2006-2007  |
| Guaraní       | Paraguay  | 2008       |
| Olimpia       | Paraguay  | 2009       |
| Rubio Ñu      | Paraguay  | 2009-2010  |

### Como ayudante técnico
Al retirarse como jugador, inició su carrera de entrenador como ayudante técnico en el año 2012.
| Club          | País     | Temporadas |
| ------------- | -------- | ---------- |
| Nacional      | Paraguay | 2012-2014  |
| Independiente | Paraguay | 2018       |

### Como director técnico
Inició su carrera como máximo responsable al frente de un equipo en el Sportivo Carapeguá al inicio del año 2015. Pero antes del inicio del campeonato renunció para convertirse en director deportivo del Club Cerro Porteño. A mediados de 2016 asumió como entrenador del club Sportivo Trinidense, con este club logró el subcampeonato de la Segunda División, en la temporada 2016 y el ascenso a la Primera División de Paraguay.
| Club                | País     | Temporadas |
| ------------------- | -------- | ---------- |
| Sportivo Carapeguá  | Paraguay | 2015       |
| Sportivo Trinidense | Paraguay | 2016-2017  |
| Ovetense            | Paraguay | 2017       |
| Sportivo Trinidense | Paraguay | 2018       |

## Selección nacional
Como jugador defendió a la selección paraguaya en las ediciones de la Copa América 1999, Copa América 2001, en las eliminatorias sudamericanas y en varios partidos internacionales.